# Gemeiner Scheinbockkäfer
Der Gemeine Scheinbockkäfer oder Gemeine Schenkelkäfer (Oedemera femorata) ist ein Käfer aus der Familie der Scheinbockkäfer (Oedemeridae).

## Merkmale
Die Käfer werden 8 bis 10 Millimeter lang. Sie sind dunkel gefärbt und haben gelbbraune Deckflügel, die sich nach hinten zu den Seiten hin verschmälern und dadurch nicht den gesamten Hinterleib bedecken. Die Männchen haben die Hinterschenkel keulenförmig verbreitert, die Beine der Weibchen sind normal ausgebildet.

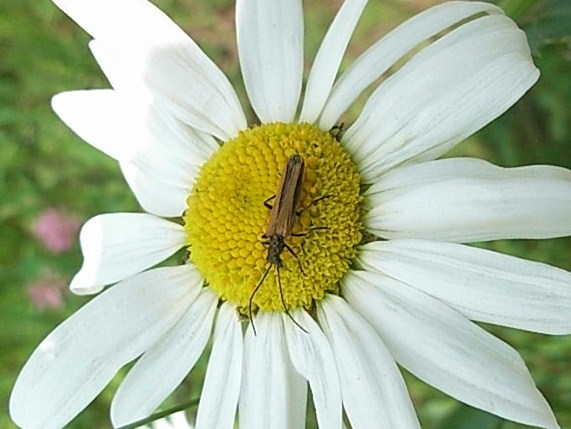
Weibchen auf einer Margerite

## Vorkommen
Die Käfer kommen in großen Teilen Europas vor. Sie sind häufig, vor allem im Süden.

## Lebensweise
Die Imagines sind sehr gute Flieger und ernähren sich von Pollen. Sie sitzen meist an sonnenbeschienenen Waldrändern auf blühenden Sträuchern und Wiesenblumen. Die Larven fressen dürre Stängel und Wurzeln von krautigen Pflanzen, in denen sie sich entwickeln. Sie verpuppen sich im Boden und überwintern, bevor sie als Käfer im Frühsommer schlüpfen.